# Dennis Trudeau
Dennis Trudeau est un journaliste pour la Société Radio-Canada (SRC). De 1987 à 1995, il était l'annonceur de nouvelles pour CBC Montreal à l'heure du souper.

## Carrière
Denis Trudeau, a suivi des études en sciences politiques et la philosophie à L'Université d’Ottawa. Il détient un diplôme de journalisme à l’Université de Western Ontario.
Parfaitement bilingue,Trudeau, travaille pour la SRC depuis 1979. Il est animateur de CBC Radio pendant huit années à l'émission Daybreak. Il est devenu un animateur de radio national par les émissions As It Happens et Cross-Country Checkup pendant les années 1980. Sa carrière journalistique remonte aux années 1970, lorsqu'il couvrait la politique québécoise pour le Montreal Gazette et l'ancien Montreal Star.
Pendant sa carrière, il a couvert des événements importants, comme les funérailles de Pierre Elliott Trudeau, le référendum québécois de 1995 et la Tuerie de l'École polytechnique de Montréal.
En 2006, il prit sa retraite de la CBC et est maintenant journaliste indépendant. On a pu le voir au cours de la saison 2006-2007 participer à l'émission Bazzo.tv sur les ondes de Télé-Québec.

## Anecdote
Lors du combat des livres de 2005, Trudeau a défendu l'ouvrage d'Elizabeth Smart intitulé À la hauteur de Grand Central Station, je me suis assise et j'ai pleuré.